# Jervand Lalajan
Jervand Lalajan (Armeens: Երվանդ Լալայան Ervand Lalayan; Alexandropel, 8 januari [27 december JU] 1864 - Jerevan, 2 februari 1931) was een Armeens etnograaf, archeoloog en volkskundige. Hij stichtte het Historisch Museum van Armenië en was er directeur van 1919 tot 1927.

## Opleiding
In 1885 studeerde hij af aan de Nersisiaanse School van Tbilisi, om aan de slag te gaan als leraar in Achaltsiche, Achalkalaki en Alexandropel. Vervolgens volgde hij tot 1894 les aan de Universiteit van Genève. Met zijn diploma in de sociologie ging hij voor een half jaar aan de slag bij de mechitaristen in Venetië. Teruggekeerd in Transkaukasië werkte hij van 1895 tot 1897 in de diocesane school van Sjoesja. Daar verzamelde hij de meest toonaangevende onderzoekers van zijn tijd (M. Abeghjan, T. Toramjan, H. Atsjarjan, Leo, Melikset bek, S. Lisitsjan, Ch. Samoeëljan, S. Zelinski enz.) om het "Etnografisch Tijdschrift" (Ազգագագրական Հանդես Azgragakan Handes) op te richten. Het tijdschrift verscheen voor het eerst in 1896.

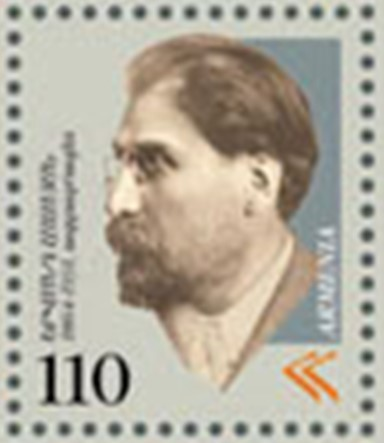
Armeense postzegel uit 2000.

## Werk
Op 21 november 1900 stichtte hij de Armeense Etnografische Uitgeverij in Tbilisi, en in 1906 de Armeense Etnografische Maatschappij. Het museum van de Maatschappij werd in 1921 overgebracht van Tbilisi naar Jerevan. Lalajan publiceerde tussen 1901 en 1906 artikels over talrijke onderwerpen in Azgragakan Handes, waaronder "Dzjavachk", "Varanda", "Sisian", "Kapan", "De provincie van Gandzja", "Bortsjaloe", "Van", "De provincie van Goghtan", "Vajots Dzor", "De prefectuur Nachitsjevan of Nachtsjevan", "Zangezoer", "De provincie van Nor Bazajet of Gegharkoenik" en "Rituele praktijken onder de Armeniërs". Verder verzamelde en publiceerde Lalajan duizenden volksverhalen, fabels en spreekwoorden.

## Opgravingen
Lalajan leidde verschillende opgravingscampagnes in de oejezd Sjaroer-Daralagoz, in de provincies Nachitsjevan en Nor Bazajet, op de berg Sjresj (nabij Saravan) en in de dorpen Nizj (nabij Noechi) en Elari (nabij Abovjan). Het meest bekend staat hij om zijn opgravingen in Adıyaman, in het huidige Turkije. De resultaten van zijn archeologische onderzoek bundelde Lalajan in het (nog steeds geciteerde) boek «Դամբարանների պեղումները Խորհրդային Հայաստանում» ("De opgravingen van graftombes in Sovjet-Armenië"), uitgegeven in 1931.